# Hình tượng con hạc trong văn hóa

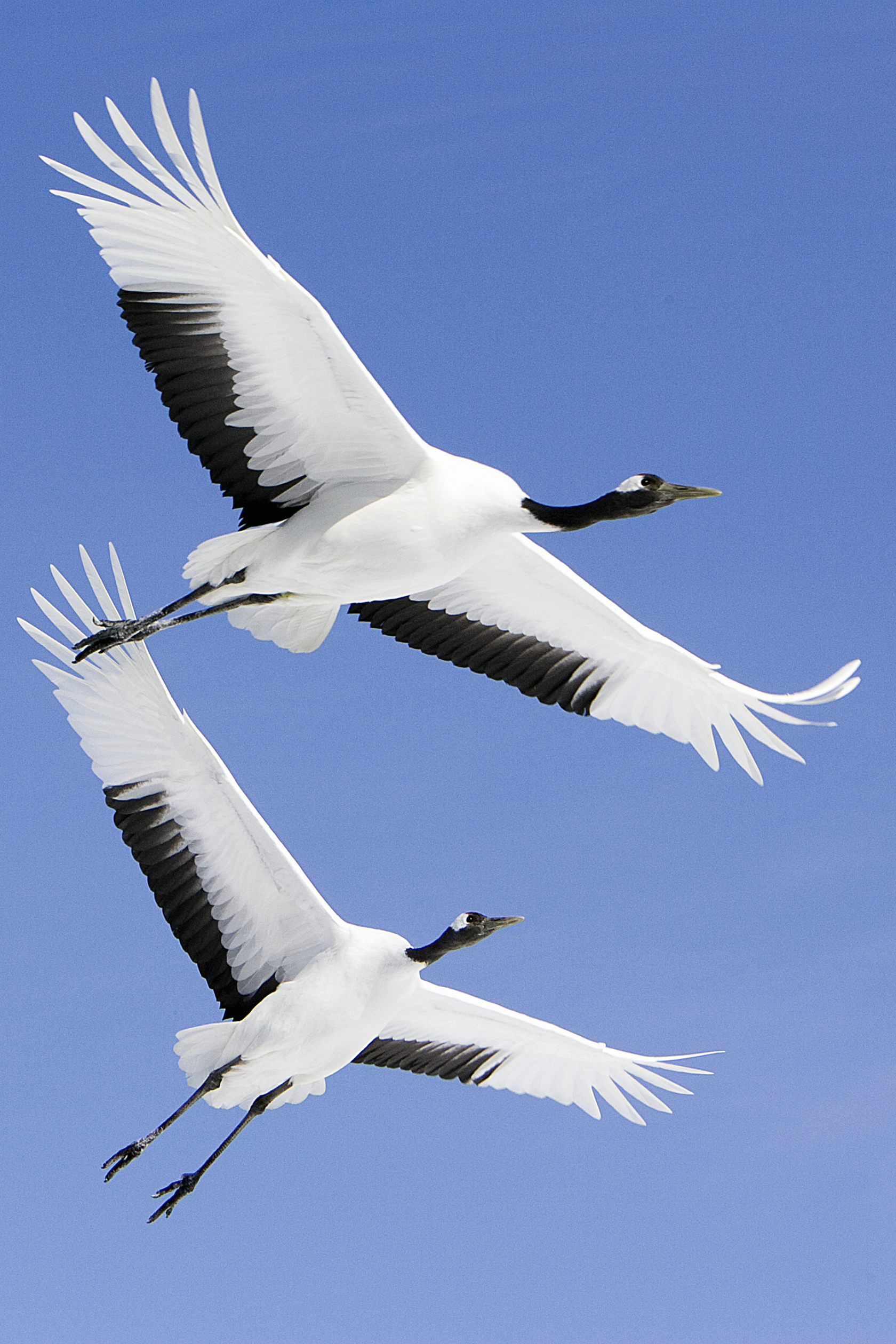
Đôi hạc vỗ cánh bay giữa không trung

Hình tượng loài chim hạc ảnh hưởng sâu sắc trong văn hóa phương Đông và mang nhiều ý nghĩa biểu tượng thanh cao. Hạc là con vật tượng trưng cho sự tinh tuý, thanh tịnh, thần tiên thoát tục còn gọi là Tiên hạc (仙鶴). Chim hạc là loài đứng đầu trong họ lông vũ còn gọi là đại điểu hay nhất phẩm điểu có tính cách của một người quân tử, là con chim của vũ trụ, của tầng cao, báo hiệu sự chuyển mùa, đại diện cho thế lực thiên nhiên từ trời xanh. Hạc loại linh vật được cho là bất tử của loài chim, là loài chim có phẩm chất cao quý, mạnh mẽ đối đầu với khó khăn, mang lại nhiều may mắn Trong nghệ thuật và hội họa truyền thống, có rất nhiều những bức họa thủy mặc về chim hạc, nó ẩn chứa một tầng ý nghĩa nào đó mà hình ảnh của nó rất được chú trọng.
Loài hạc có bộ lông màu đen tuyền hoặc trắng muốt và có tuổi thọ chính vì vậy mà nó có biểu tượng là sự trường tồn, là tuổi thọ và sự bền vững, hạc còn biểu tượng cho sự thanh đạm, thuần khiết nên được đặt trên bàn thờ ngụ ý tới phẩm chất cao quý, mạnh mẽ đối đầu với khó khăn, mang lại may mắn và ấm êm. Truyền thuyết nói rằng hạc là chim tiên sống lâu, trong cuốn "Tướng hạc kinh" đã gọi hạc là "thọ bất khả lượng" (sống lâu không thể tính) hay "hạc thọ thiên tuế" (hạc sống nghìn năm). Trong Bát vật thì Hạc được thể hiện bằng hình hạc đứng trên lưng rùa thường để trên bàn thờ, đình, chùa, hạc đầu đội hoặc mỏ ngậm một cái đế để cắm nến. Hạc là một con chim hình dáng gần giống như loại sếu được thần thoại hóa và mật thiết quan hệ đến tín ngưỡng biểu hiện của sự hài hòa giữa trời và đất, giữa âm và dương.

## Trong nghệ thuật

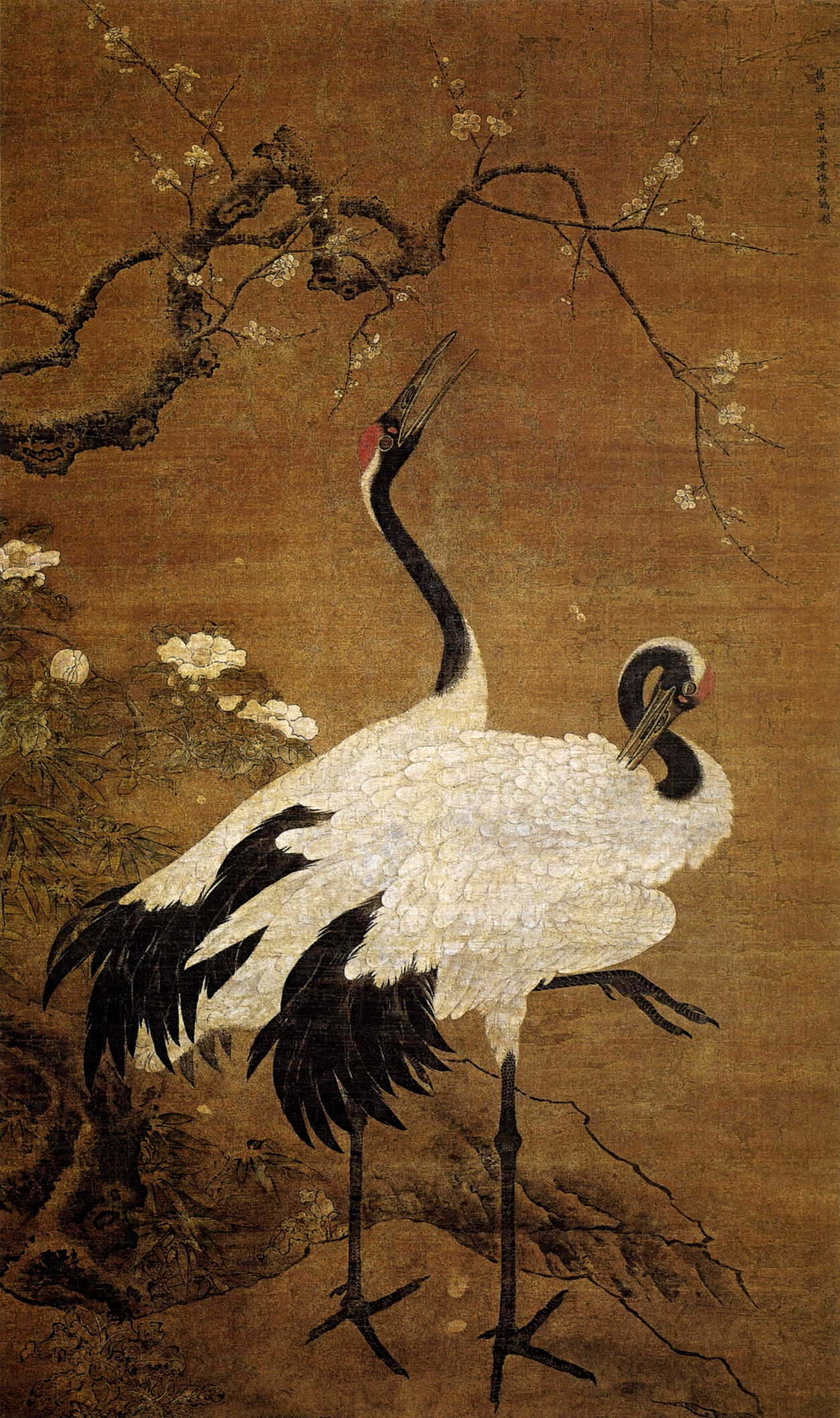
Tranh vẽ về đôi song hạc

Hạc vốn là linh vật của Đạo giáo, tượng trưng cho sự thanh cao, thoát tục, trường sinh bất tử, Hạc là chim tiên, có khí chất và phong độ của bậc tiên nhân đạo sĩ, những người tuy gầy nhẳng được gọi là "mình thông cốt hạc" (dáng người cây thông, xương cốt của con hạc) ý nói sống thanh đạm, có quan hệ mật thiết với thần tiên của Đạo gia. Tương truyền tiên nhân thường cưỡi hạc, được gọi là "hạc giá", "hạc ngự", sau lại dùng để chỉ thần tiên đạo sĩ. Tranh cát tường có "quần tiên hiển thọ" là bức tranh Thọ tinh cưỡi hạc bay trong không trung, bát tiên (hoặc quần tiên). Hạc là một hình tượng được gây dựng lên có sức ảnh hưởng tới nghệ thuật tạo hình và hội họa.
Hạc trong những hoàn cảnh nhất định còn chỉ về một số loài thuộc bộ Sếu. Theo quan niệm của người phương Đông cổ đại, sếu là biểu tượng của linh hồn người đã mất. Ở châu Á, đặc biệt ở Trung Quốc và Nhật Bản, mọi người xem sếu đỉnh đầu đỏ, hay còn gọi là sếu Nhật Bản là biểu tượng của sự may mắn, trường thọ và tính trung thực. Quan niệm sếu đỉnh đầu đỏ tượng trưng cho sự may mắn đến từ ngoại hình dong dỏng cao, đầy thanh lịch của những chú sếu. Mỗi cặp sếu gắn bó với nhau nhiều năm trời cho đến khi lìa đời. Điệu nhảy giao phối của sếu đỉnh đầu đỏ là một tuyệt phẩm. Chúng là biểu tượng của niềm hạnh phúc thuần khiết
Trong nghệ thuật tạo hình, chim hạc được thường được quan sát đầu tiên, người ta nhìn hình ảnh của nó mà thưởng thức, phối cảnh của bức họa mà đánh giá tổng thể nội dung và hàm ý của bức họa, các vương hầu muốn cống tiến vật phẩm cho hoàng đế để lấy lòng tin thường sử dụng biểu tượng chim hạc, được gọi là "nhất phẩm điểu" hay là "nhất phẩm đương triều". Hạc còn được dùng để ví với những người ưu tú nên sắc lệnh chiêu mộ hiền sỹ còn được gọi là "hạc bản". Những thứ trên "hạc bản" được gọi là hạc thư hoặc "hạc đầu thư", những người tu hành và cảnh giới thoát tục, trí huệ khai thông được gọi là "hạc minh chi sĩ''.
Trong nghệ thuật chạm khắc, hạc cũng thường xuất hiện với gắn liền với cây tùng nên được gọi là hạc tùng, nó trở thành biểu tượng cho sự cao sang-an lạc, khí chất trường thọ, bản lĩnh trước nỗi trầm luân. Khi người ta khắc họa tùng và hạc thì bức tranh lập tức minh chứng cho chí khí, cốt cách của người quân tử, là sự trường tồn bền vững, là khao khát sải cánh giữa không trung, và là dũng khí đương đầu với gian truân, thử thách. Hay hình ảnh chim hạc đứng trên mỏm đá với sự bề thế cùng cây tùng gọi là hạc–thạch–tùng, cũng có ý nghĩa và biểu tượng của sự trường thọ, bền vững, dũng khí và bản lĩnh hay một tầng tượng trưng cho sự cao sang và an lạc.
Trong hình tượng trang trí, hạc có kích thước lớn, cao với ước mong phát triển, hạc có mỏ dài, nhọn như mũi tên của sự vận động, đôi khi nó ngậm ngọc minh châu biểu trưng cho sang quý, hoặc khi ngậm hoa sen thì biểu trưng cho giác ngộ. Trên đầu hạc thường đội đèn nến thể hiện sự tôn thờ ánh sáng chân lý, ánh sáng giác ngộ, xua đi màn đêm. Thân hạc hình khum, tượng trưng cho bầu trời, chân cao như chột chống trời. Ở Việt Nam việc sử dụng hỗn hợp các hình tượng tôn giáo khá phổ biến và nó cũng trở thành biểu tượng văn hóa của Phật giáo, Nho giáo, nên Hạc thường được mô tả đứng chầu trên lưng Rùa hoặc trong đề tài Tiên cưỡi Hạc trên điêu khắc đình làng. Hạc được thể hiện ra tượng tròn đứng trên con rùa thường để trên bàn thờ, đình, chùa còn cái đầu đội hoặc mỏ ngậm một cái đế để cắm nến. Trong quan niệm truyền thống, hạc và rùa cũng là những loài sống lâu nên đời sau thường dùng những từ như "hạc linh", "hạc thọ", "hạc toàn" với dụng ý cho sự trường thọ, bền vững. 

## Trong văn hóa

### Trung Quốc

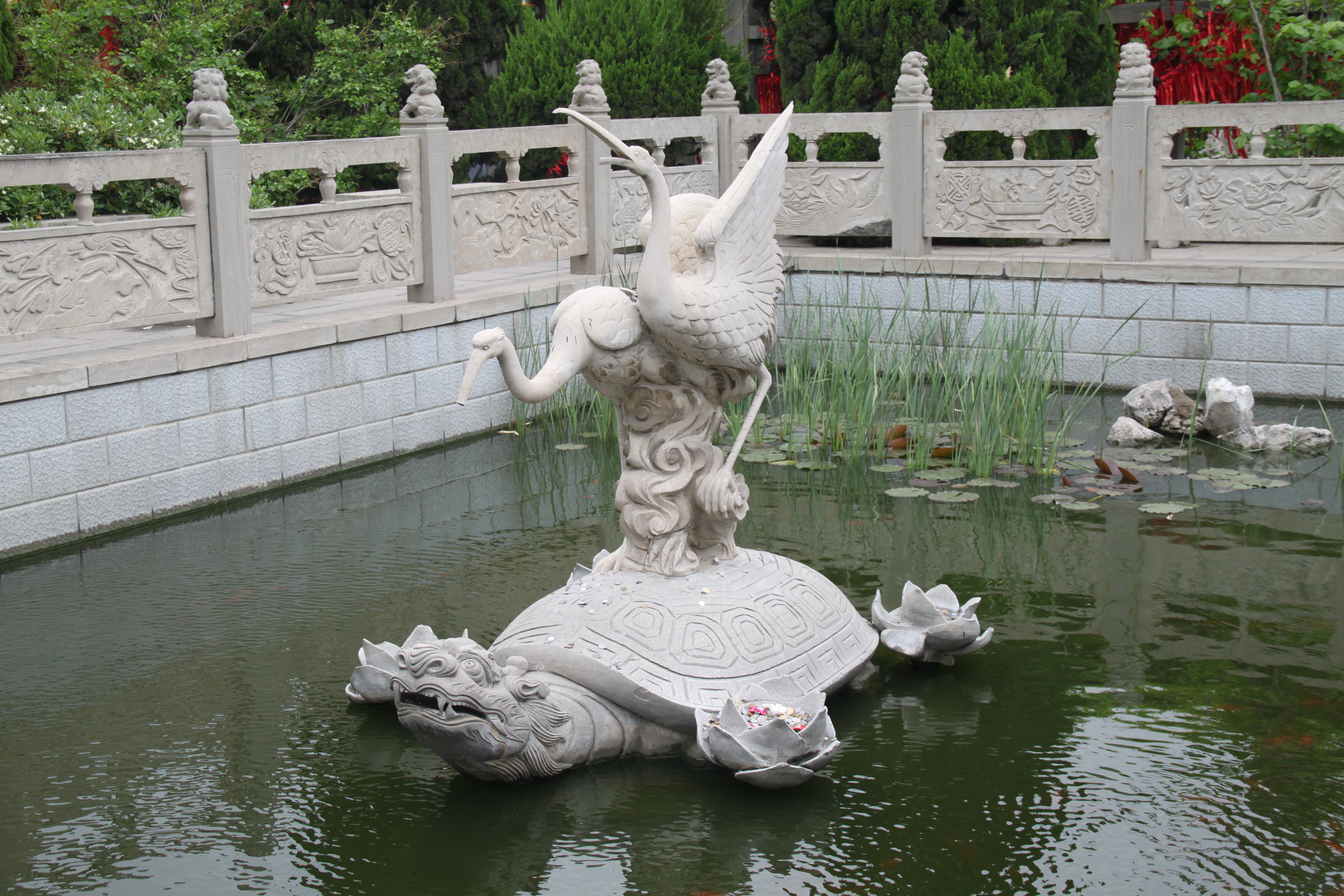
Tượng hạc đậu trên con Bí Hí

Chim hạc là hình ảnh biểu tượng cao quý sau phượng hoàng là chim quan trọng nhất trong truyền thuyết và nghệ thuật Trung Hoa. Chim hạc được coi là hình ảnh của việc bất tử và là biểu tượng thông dụng nhất trong nhiều hình ảnh khác cùng mang ý nghĩa trường thọ và sự minh mẫn trí tuệ của con người được bồi đắp theo năm tháng mà tu bổ lớn lên. Có nhiều truyền thuyết khác nhau về loài chim này, cổ nhân Trung Hoa đúc kết có tứ danh hạc với tứ sắc lông: đen, vàng, trắng, xanh.
Nhưng trong hội họa Trung Hoa, chim hạc thường được thể hiện với bộ lông màu trắng muốt (bạch hạc) là biểu tượng cho sự thanh cao, quyền quý, sự trong sáng và tinh khôi. Sách cổ ghi lại rất nhiều điều liên quan tới đức tính của hạc, nhìn một cách tổng quát, hạc giống như một người quân tử, không dâm, không dục, trong sạch thuần khiết, tiếng kêu thánh thót, sánh với nhân tài. Đầu hạc màu đỏ, hành hoả, nơi tập trung khí dương, tạo nên sự bền bỉ và sức sống dẻo dai, vì thế người đời sau dùng hạc để chúc phúc trường thọ, hay để mô phỏng cho sự bền vững. Người đức cao vọng trọng mà chết thì gọi là cưỡi hạc quy tiên.
Trong võ thuật Trung Hoa còn có môn Bạch Hạc quyền thuộc hệ thống ngũ hình quyền mô phỏng các động tác và khả năng thăng bằng của loài hạc với những đòn mở rộng tương tự như cánh hạc xòe ra gọi là Hạc dực tương tự như Thái cực quyền của Võ Đang với tư thế Bạch hạc lượng xí (hạc trắng xòe cánh). Vịnh Xuân quyền thì có thế Hạc hình thủ bộ, ra đời do Ngũ Mai chứng kiến ngộ ra từ cuộc chiến giữa cáo và hạc, con hạc trụ một chỗ trong khi con cáo chạy vòng quanh cố tìm cách xông vào cắn, nhưng mỗi lần cáo xông tới đều bị hạc dùng cánh đỡ gạt và dùng mỏ tấn kích, những đòn đánh tinh diệu và chớp nhoáng giúp làm ra chiêu giống như cánh hạc và vuốt cáo.

### Nhật Bản

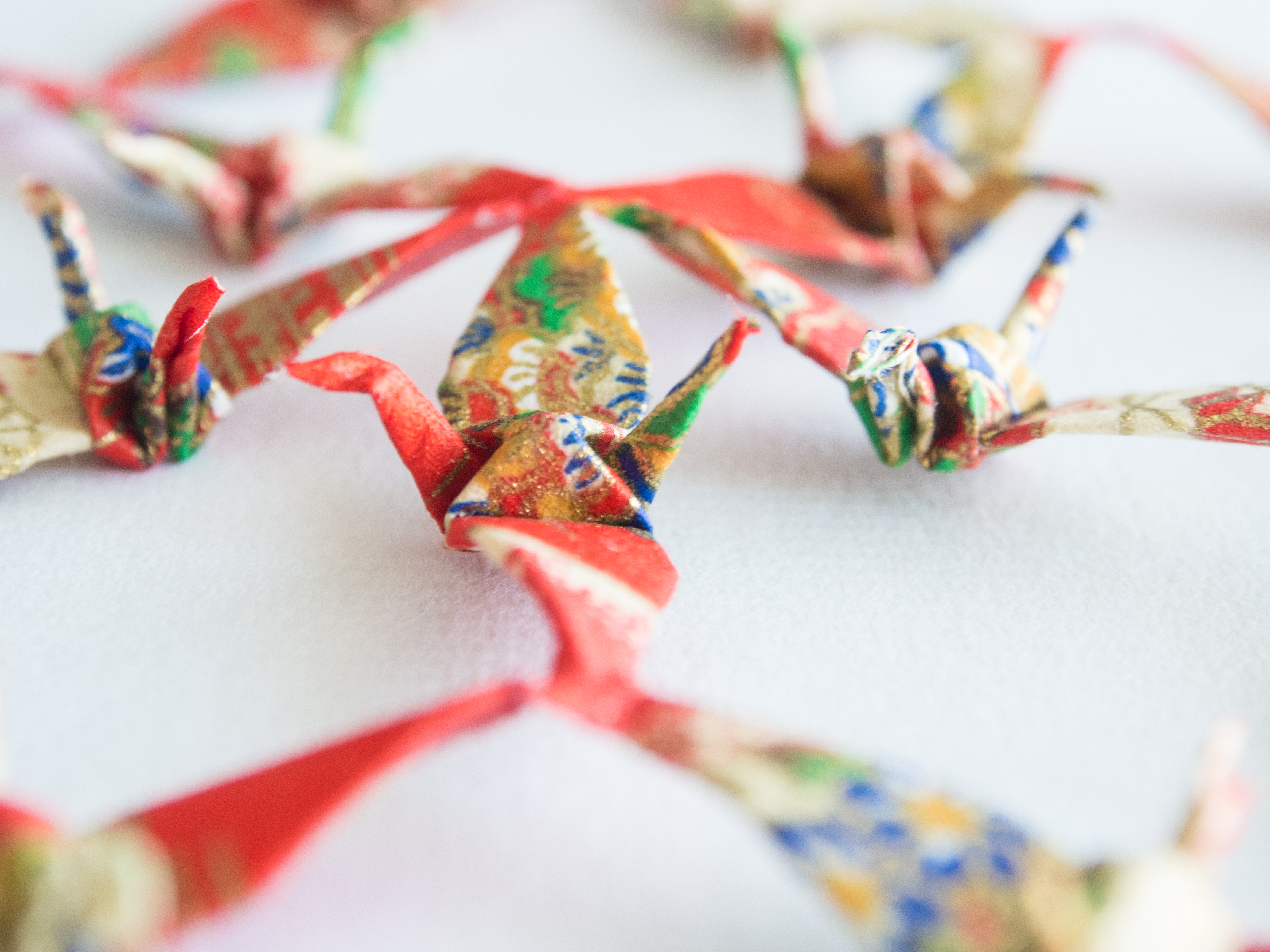
Những con hạc giấy (Orizuru)

Đối với người Nhật Bản, sếu/hạc là loài chim linh thiêng, không chỉ tượng trưng cho sức khỏe, sự trường tồn và hạnh phúc, mà còn là biểu tượng cho trí tuệ, danh dự và sự thủy chung, được biết đến là người bạn đời cho cuộc sống. Hạc Tancho là tên gọi mang tính trang trọng, chữ "Tan" trong từ tancho có nghĩa là màu đỏ và chữ "cho" dùng để chỉ chỏm lông trên đầu. Nguồn gốc của từ tancho xuất phát từ đặc điểm của loài hạc là chỏm lông màu đỏ giống như chiếc mũ ngay đỉnh đầu. Người Nhật dùng từ "Tsuru" để gọi loài chim cao quý này. Chim hạc là loài chim lớn nhất Nhật Bản và được người dân xem như biểu tượng của thiên nhiên.
Loài hạc và Nhật Bản có sự gắn bó, ình chim hạc trang trí ở nhiều nơi như trên lá bài Hana-fuda in hình chim hạc, trên tờ 1.000 Yên Nhật ở hai bên của vòng tròn là hai con chim hạc đang vươn cổ lên trời cao. Hạc giấy (Orizuru/折鶴) trong nghệ thuật Origami với niềm tin rằng nếu ai đó xếp đủ một nghìn (1.000) con hạc giấy (Senbazuru/千羽鶴) thì sẽ có một điều ước cho sự an lành, hạnh phúc và thuận lợi. Vẻ đẹp thanh mảnh của hình thể cùng những quan niệm tốt lành về chim hạc không chỉ xuất hiện trong hội họa, thi ca mà còn được dùng làm biểu tượng cho hãng hàng không quốc gia Nhật Bản–JAL đã quyết định lấy lại hình ảnh chim hạc làm logo trên phần đuôi của máy bay sau 9 năm từ bỏ nó.
Chim hạc là loài vật chung thủy, khi con trống và con mái kết đôi, chúng sống bên nhau suốt đời không thay đổi nên người Nhật xem chim hạc là biểu tượng của sự hòa hợp trong cuộc sống vợ chồng. Họa tiết hình chim hạc là hoa văn phổ biến và được ưa chuộng trên trang phục cưới kimono và nhiều đồ vật khác. Bên ngoài tấm thiệp Shugi bukuro dùng để đựng tiền mừng cưới có hình chim hạc trắng. Thiệp mừng cưới hình chim hạc rất phổ biến tại Nhật, chứa đựng hàm ý cầu chúc đôi lứa sống hạnh phúc, bền lâu. Người Nhật cũng cho rằng, chim hạc mang lại sự may mắn. Suy nghĩ đó có liên quan đến chỏm lông màu đỏ trên đỉnh đầu của chúng. Trong dân gian tồn tại nhiều câu chuyện cổ tích về vận may mà loài chim này mang đến cho con người với câu chuyện Tsuru no Ongaeshi (鶴の恩返し?)-Tiên hạc đền ơn hay Tsuru Nyōbō (鶴女房 "Người vợ hạc").

### Việt Nam

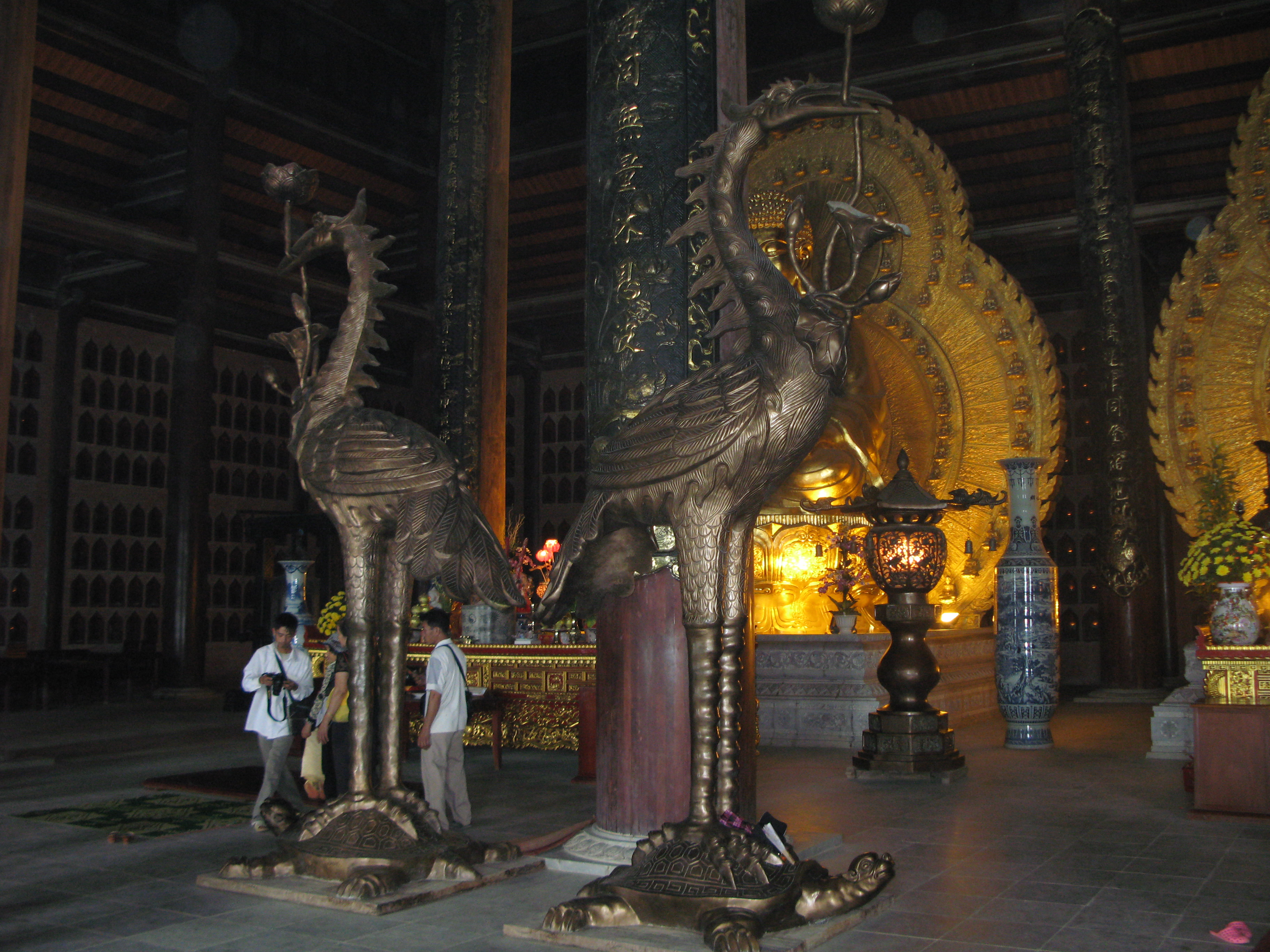
Tượng thờ đôi hạc đạp trên lưng đôi rùa bên trong chùa Bái Đính

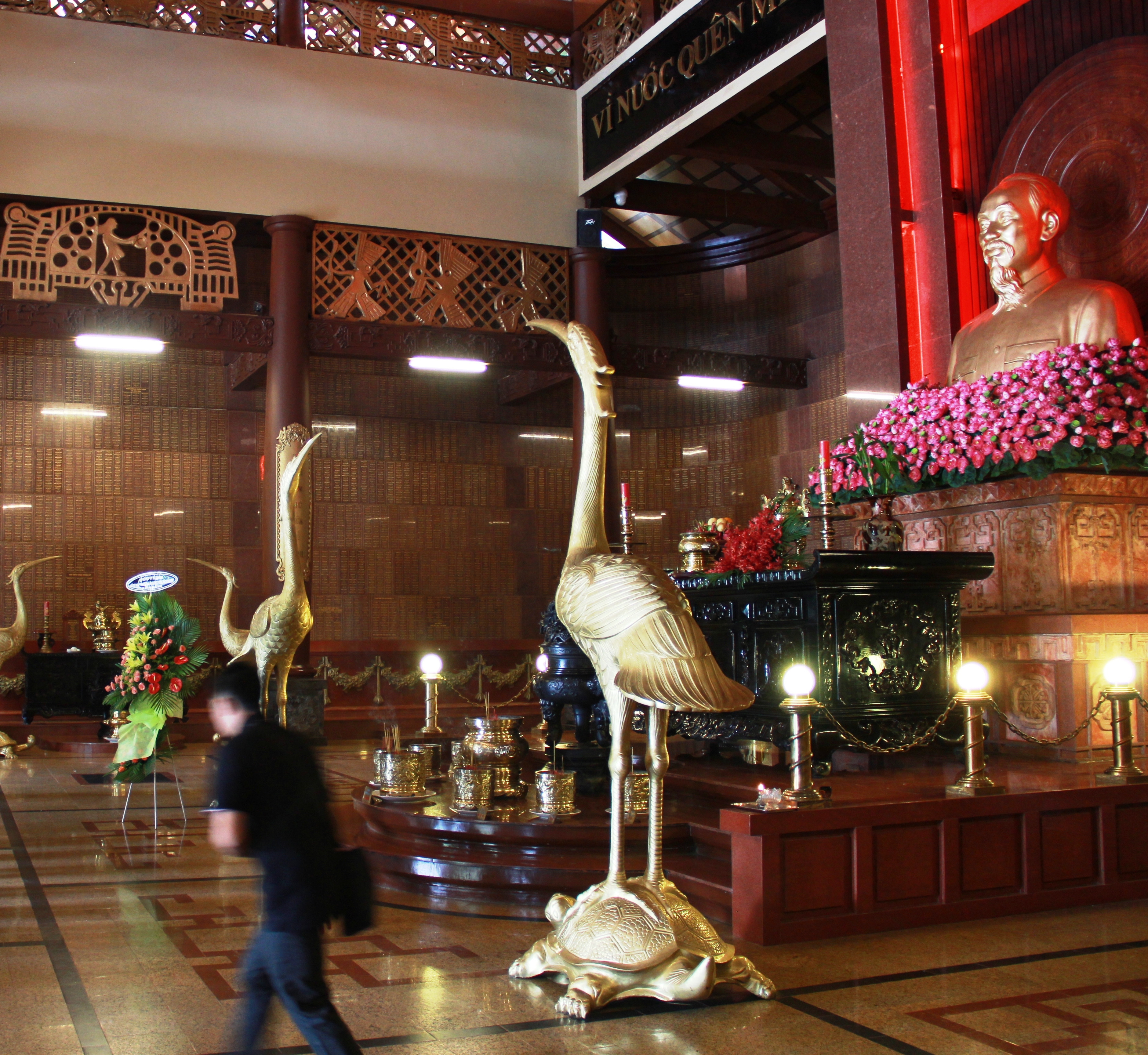
Tượng hạc bên trong đền Bến Dược ở Củ Chi

Ở Việt Nam, hạc được xem như một loài chim quý, hình ảnh hạc thường xuất hiện bên các vị thần tiên, là loài vật tượng trưng cho sự trường thọ. Chim hạc thường xuất hiện trong điêu khắc trang trí đình làng với hình ảnh gắn liền của hạc–rùa (tượng tròn, đặt hai ban thờ Thành Hoàng làng), biểu tượng của sự trường tồn, vĩnh cửu, có ý nghĩa về thời gian và trục vũ trụ. Hình ảnh biểu tượng rùa hạc xuất hiện nhiều trong tranh chúc thọ, các bình phong, hoặc tranh vẽ hay đồ chạm khắc. Đến tham quan các khu đền, miếu, đình, chùa thường thấy tượng rùa cõng trên lưng con chim hạc cao lêu khêu và không chỉ ở các đền chùa mà ngay cả những bộ đỉnh đồng thờ gia tiên cũng sử dụng hình ảnh hai con vật này để thờ cúng.
Hình ảnh rùa và hạc được bài trí trong những ngôi đền, chùa linh thiêng, hạc là con vật của đạo giáo. Hình ảnh hạc chầu trên lưng rùa trong nhiều ngôi chùa, miếu, hạc đứng trên lưng rùa biểu hiện của sự hài hòa. Chữ rùa nghĩa là quy, nghĩa sự quay trở về, hạc lại tượng trưng cho sự thanh cao, thuần khiết đó chính là quay về với nguồn cội. Hạc được xem như một loài chim quý, thường đi cùng với hình ảnh các thần tiên, ở đâu có hạc là ở đó có tiên, nên nhiều hoa văn, họa tiết trang trí thường có hình ảnh tiên cưỡi hạc. Khi đem kết hợp sẽ trở thành biểu tượng của sự trường tồn, biểu thị cho khát vọng tốt đẹp, sự kết giữa hai loài sống thọ đội nhau đã tạo nên biểu tượng "thọ đội thọ".
Mặt khác, rùa là loài sống sát mặt đất, hạc là loại bay sống ở trên cao nên khi đặt hạc đứng trên lưng rùa thành một cặp thì đó là hình tượng hóa về sự hài hòa của trời và đất, hai thái cực âm dương. Con hạc đầu đội công lý, mắt biểu trưng cho mặt trời và mặt trăng, cánh là gió, lông là cây cỏ, còn chân có ý nghĩa là đất, đây là một linh vật biểu tượng cho không gian, cho bầu trời và lực dương. Ngoài ra, những con hạc được thiết kế với chiếc mỏ há ra đang ngậm viên ngọc thể hiện sự trong sáng, còn biểu trưng cho đạo pháp nên hạc là con chim thiêng biết giảng về đạo lí
Theo truyền thuyết rùa và hạc là đôi bạn rất thân nhau. Rùa tượng trưng cho con vật sống dưới nước, biết bò, hạc tượng trưng cho con vật sống trên cạn, biết bay. Khi trời làm mưa lũ, ngập úng cả một vùng rộng lớn, hạc không thể sống dưới nước nên rùa đã giúp hạc vượt vùng nước ngập úng đến nơi khô ráo. Ngược lại, khi trời hạn hán, rùa đã được hạc giúp đưa đến vùng có nước. Điều này là tượng trưng cho một tình bạn trong sáng, sự tương trợ giúp đỡ nhau trong lúc khó khăn, hoạn nạn giữa những người bạn tốt
Nhưng cũng có câu cảm thán: "Thương thay thân phận con rùa/Lên đền đội hạc xuống chùa đội bia". Bên cạnh đó, biểu tượng rùa cõng hạc trên lưng và mối liên hệ với hình ảnh lá cờ phướn dài là hình ảnh con rắn bị trừng phạt, đây là một câu chuyện Phật giao để răn đe những kẻ vong ơn bội nghĩa Theo Dư địa chí của Nguyễn Trãi và sách Lĩnh nam chích quái soạn vào thời Trần: "Đất Phong Châu thời thượng cổ có một cây lớn gọi là cây chiên đàn cành lá xum xuê, che lợp tới mấy ngàn dặm. Có chim hạc đến đậu nên chỗ đất đó gọi là đất Bạch Hạc".
Hình ảnh đồ án rùa đội hạc được thể hiện trên một am cúng tại tư gia ở Việt Nam, con hạc được cách điệu màu mè

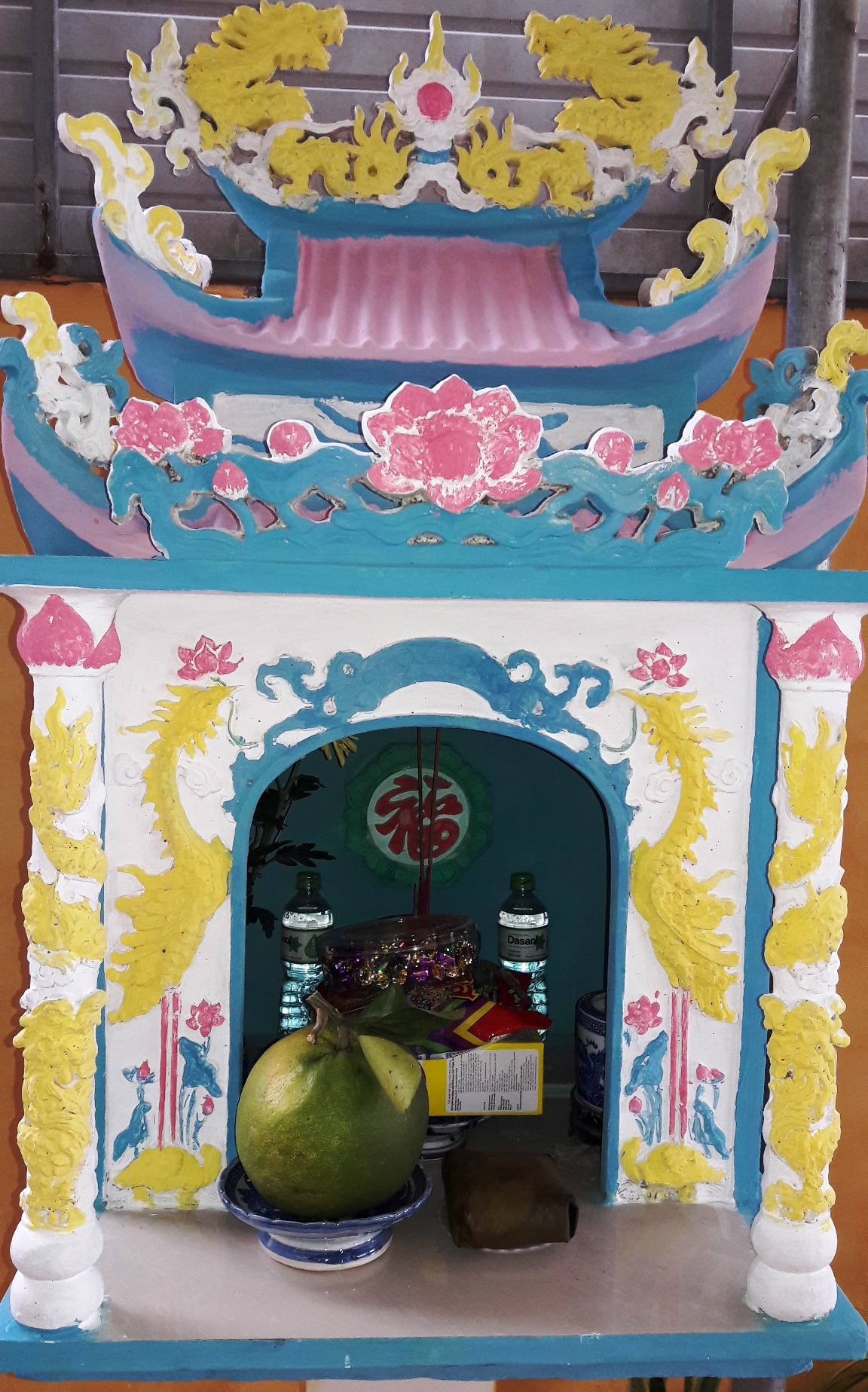
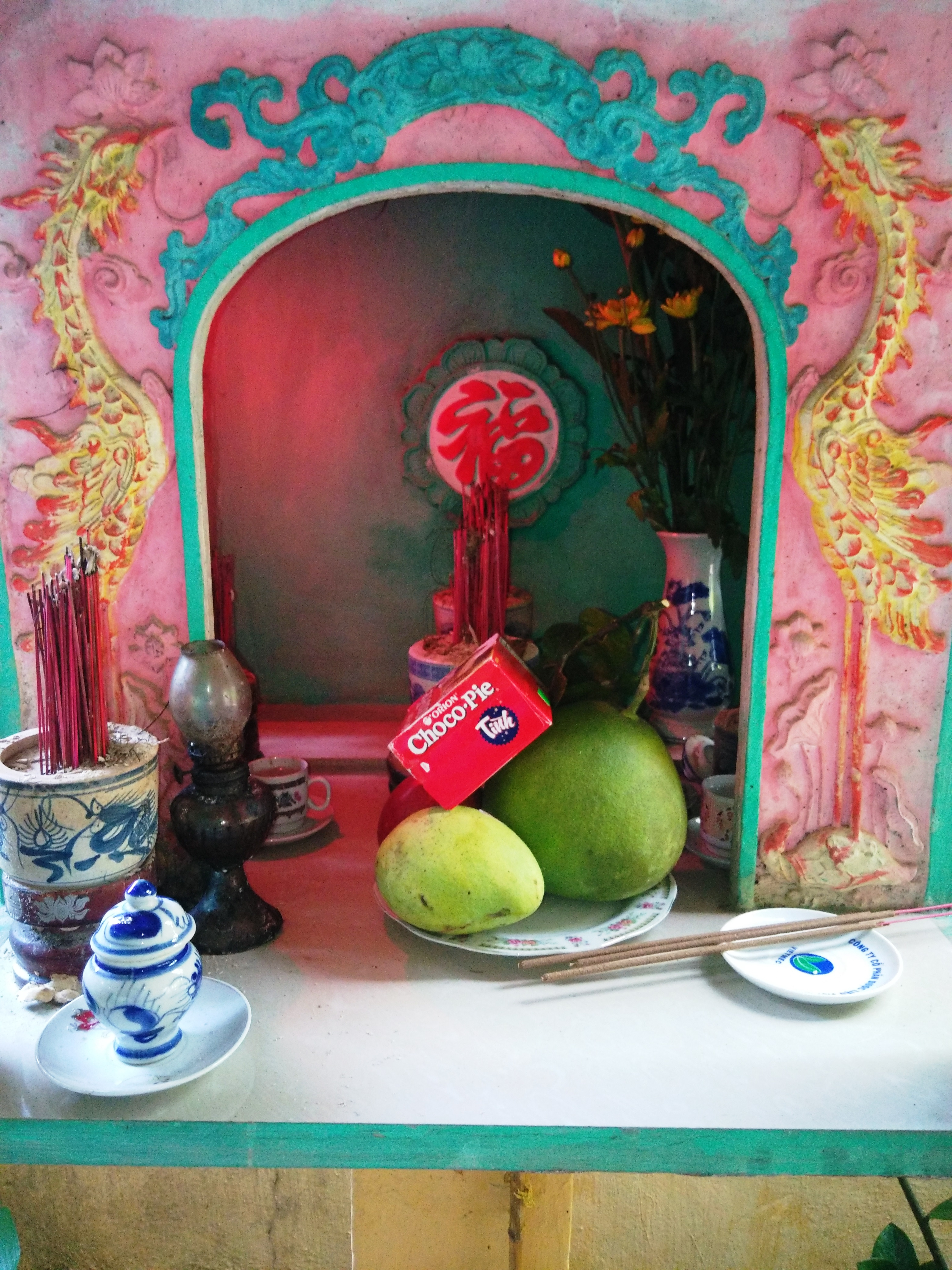
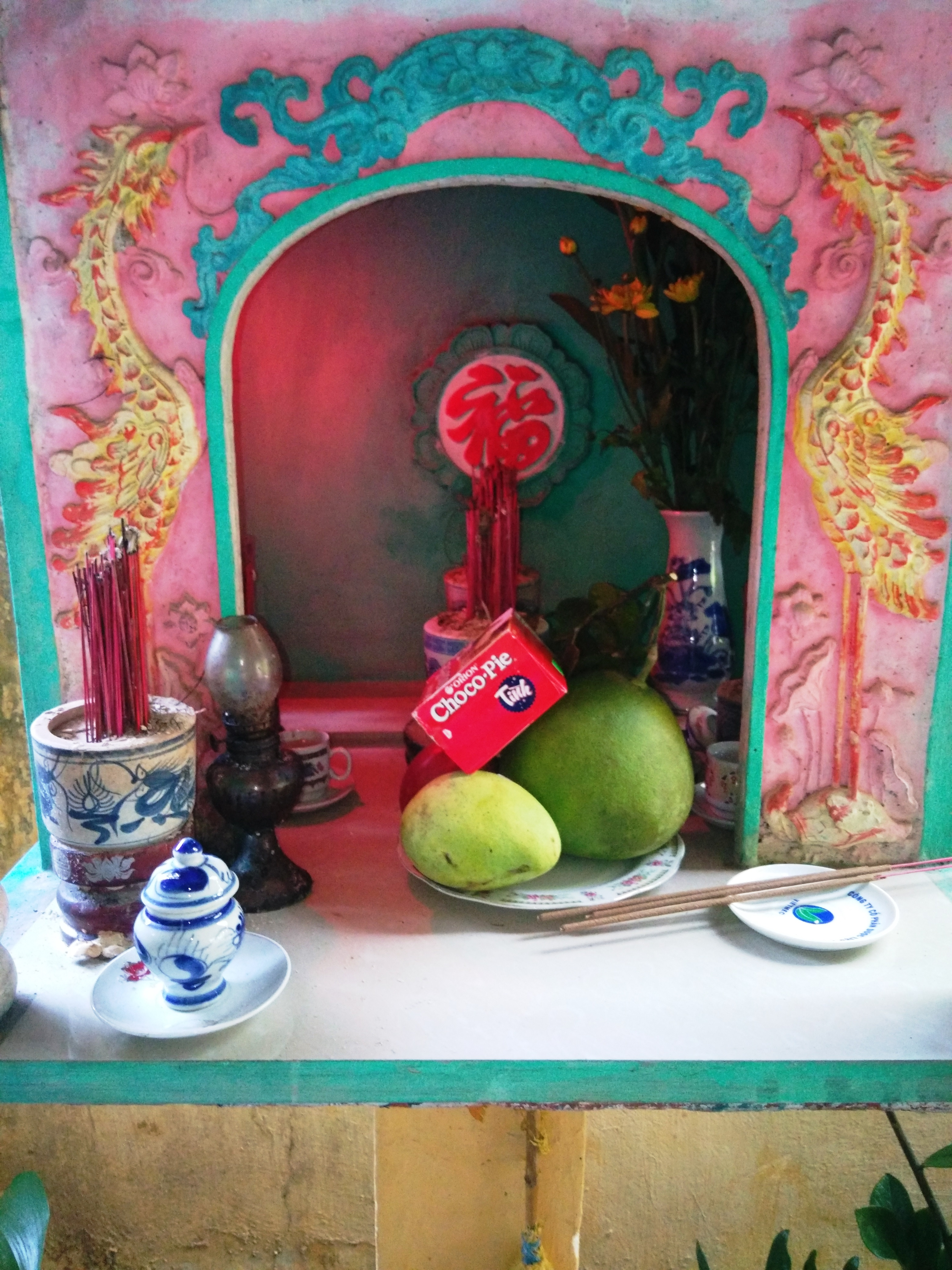
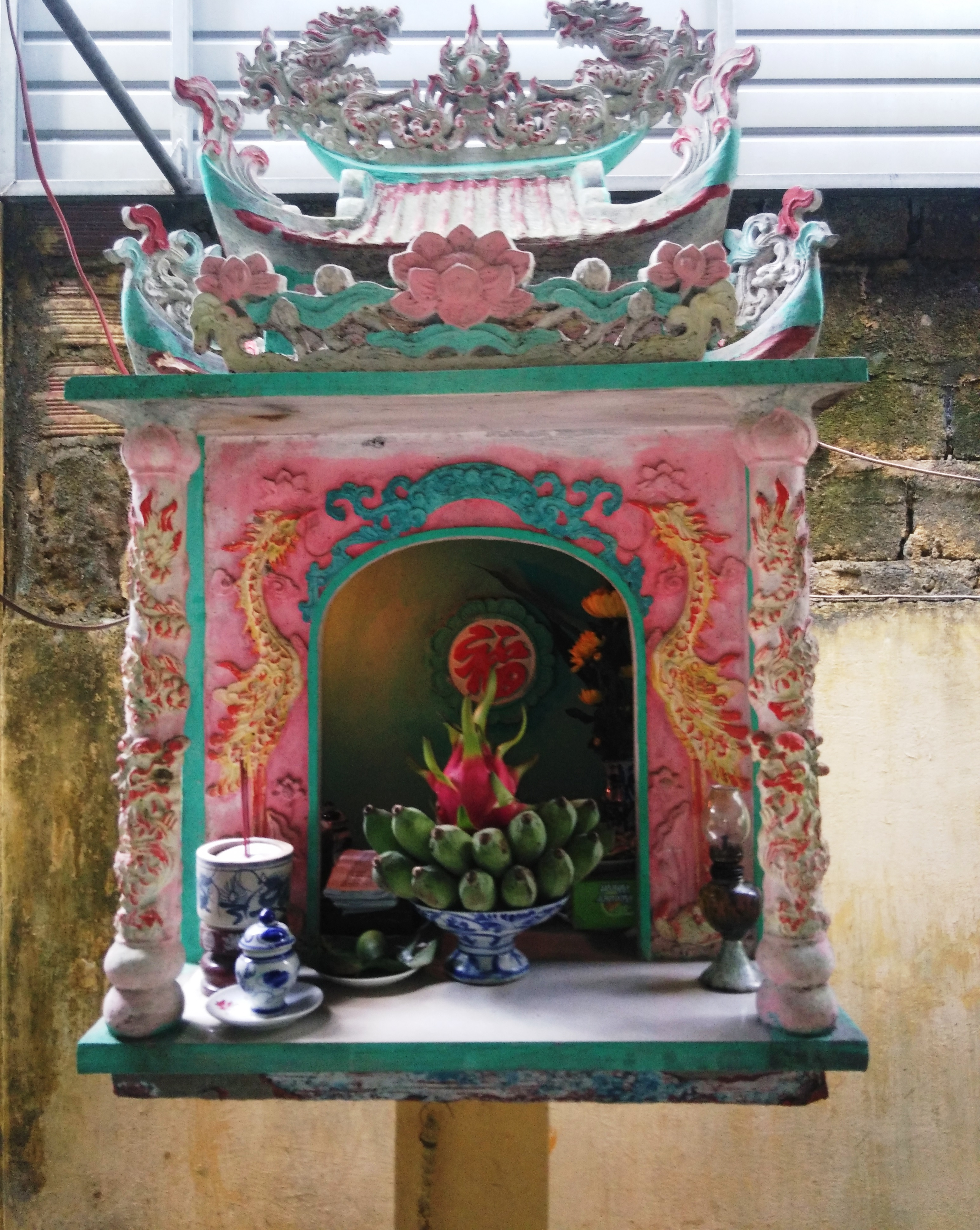
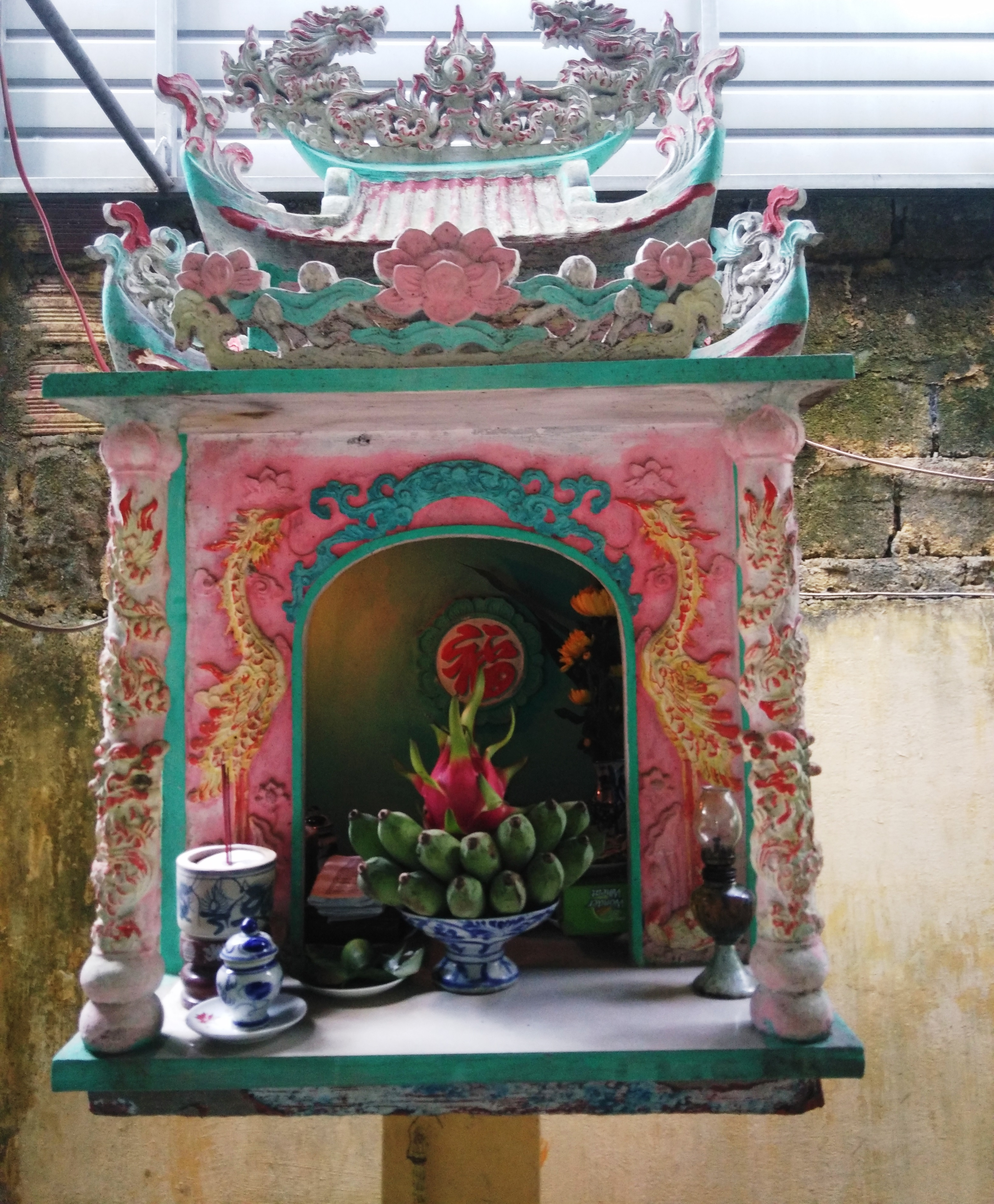

## Chú thích

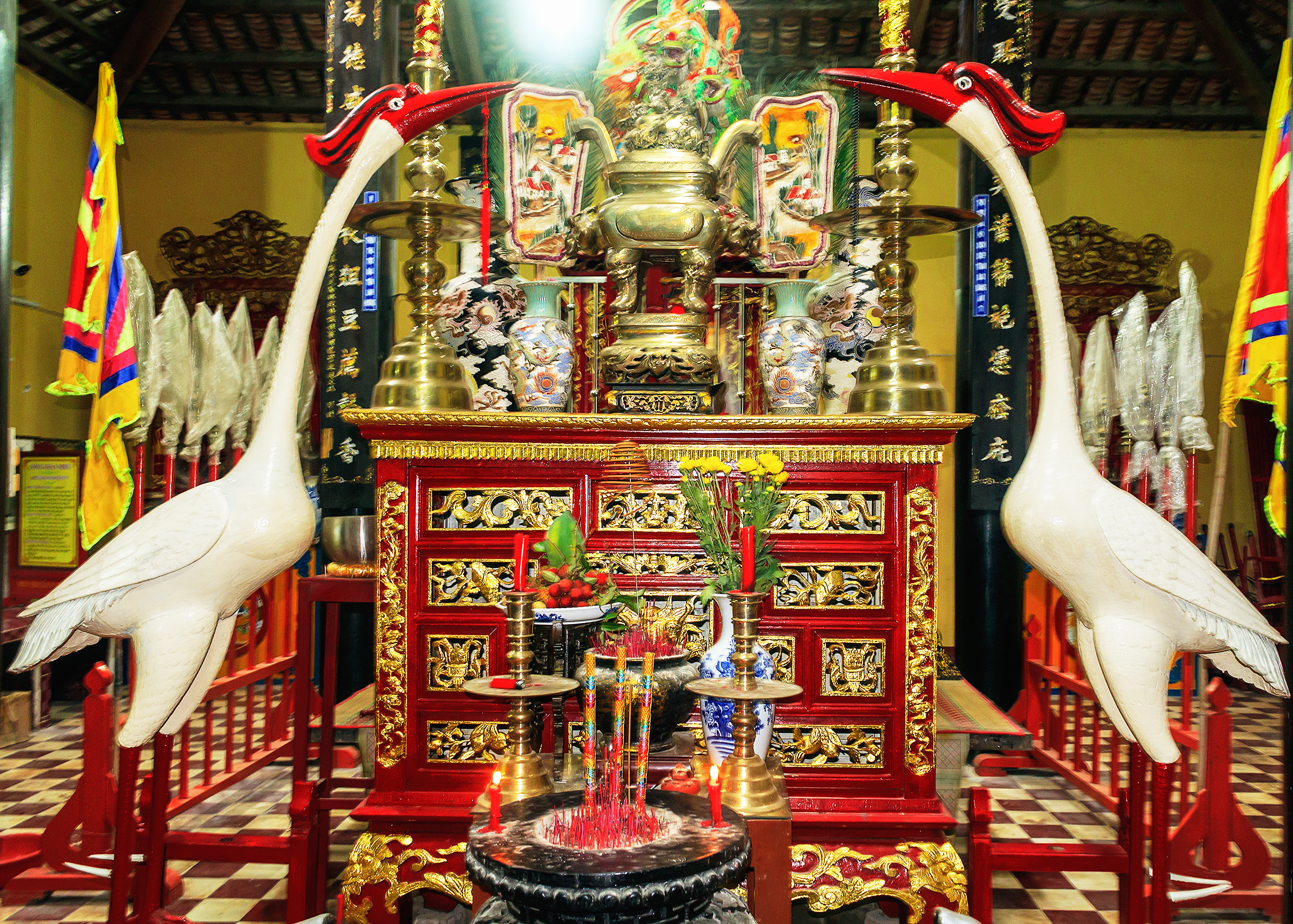
Tượng hạc trắng tại Công thần miếu Vĩnh Long